# 援物比类
援物比类（取象比类、类推或象思维）是中医学独有的用于认识人体生理病理、生命活动过程以及诊断治疗方法等的思维方式。它类似逻辑学的类比。
人生存于天地之间、生活于社会之中：中国先民崇拜、观察、思考和应用宇宙天地万物，将天地自然的象凝练总结到人体之中、将社会中的象类比到人体之中。医生依此综合临床经验。
援物比类包含天人相应的整体观、恒动思维和类比思维等，贯穿《黄帝内经》。

## 发展渊源
“援物比类”一词首见于《素问·示从容论》:“夫圣人之治病，循法守度，援物比类，化之冥冥，循上及下，何必守圣。”它指两类事物联系比较，总结类似或相同之处，用已知推论未知。

## 内容

### 天人合一
中国古代“天人相应”的理论是将人当成宇宙的一部分来看，其主要的核心思想是人与自然、社会以及人的自身是一个有机统一的整体，所以自然界中的规律在人体中也是适用的。所以人身上如果发生了疾病，可以从自然界现象找到疾病的病因和诊断治疗方法，如“人与天地相参也，与日月相应也”（《灵枢·岁露论》），这也是“援物比类”思维方式的一种应用。

### 恒动思维
《黄帝内经》中恒动思维的内涵是自然界万事万物不是一成不变的，都是处于不断运动变化中，故需要用动态眼光从时间和空间两个方面来看待事物变化。所以要动态地看待疾病发生发展的整个过程，在疾病的不同阶段运用不同的治疗手段，从而能够有效治愈疾病或阻止疾病向下一阶段传变。

### 类比思维
《周易·系辞》中说：“君子居则观其象，而玩其辞；动则观其变，而玩其占”，说明先民已经能够将宇宙中事物的象进行类比推理，以此来了解事物的本质。类比思维是在完成动态观察整体物象后，进行分类推理的过程，是“援物比类”思维过程中最重要最关键的一个步骤。

## 地位
《周易·系辞》说:“引而伸之，触类而长之，则天下之能事毕矣”，可见援物比类、引而伸之、触类以长是古人求知的重要方法，也全然成为中医学理论构建的一大深刻的方法论。

## 局限性
援物比类造成了五行学说的落后：《黄帝内经》“取类比象”是一种表达手段，是用来帮助人们理解的说理方法，推导不出新的假说或结论，且其中一部分属于主观唯心的、机械牵强的比附；类推没有考虑跨域带来的质变，以阴阳五行为核心的类推体系始终是一个概念、范畴、逻辑形式，只能反映人体概貌，难以认识人体特殊的规律；同时在五行的规范下，人体生命结构与功能被机械、简单地划分为五个系统，而拘于五行生克关系解读脏腑之间复杂的生理病理联系，失去了深入分析与研究的可能；另外，五行比附归类，四时与五行配属难以调和，五行作用的单向性与五脏关系的复杂性相矛盾。目前，由于中医界对逻辑方法重视不够，中医思维方法研究尚处于初起阶段，仍存在概念不清、逻辑混乱等不足，导致援物比类思维存在的问题仍未得到有效解决。